# キム・ヒャンギ
キム・ヒャンギ（ハングル：김향기、漢字：金香起、2000年8月9日 - ）は、韓国の女優。ジキムエンターテインメント所属。

## 来歴
子役時代から多数の作品に出演し、多くの才能を魅せている。2003年に広告モデルとして芸能界デビューし、2006年に映画「マウミ」で本格的に女優として活動を始めた。
2014年には、映画「優しい嘘」を通じて「第50回百想芸術大賞」の女性新人演技賞を受賞。
2018年には「神と共に」シリーズを通じて「第39回青龍映画賞」女優助演賞を受賞。安定的で繊細な演技で主演俳優としての地位を確立させた。同年、漢陽大学の演劇映画学科に合格。
2019年には、映画「無垢なる証人」で自閉症の少女ジウに扮して温かい演技と共に存在感を披露した。この作品を通じて「第39回韓国映画評論家協会賞」「第39回黄金撮影賞」などの授賞式で最優秀女優賞を受賞。また、同年韓国で放送されたJTBCドラマ「十八の瞬間」では主人公のユ・スビン役を演じた。温かくて愛らしい魅力だけでなく成熟した演技で注目を集めた。
かつての「天才子役」から「演技派女優」へと目覚ましい成長を見せ、韓国版「奇跡の世代」の女優として注目されている。2021年3月、約10年を共にしたナムアクターズとの契約満了。ジキムエンターテインメントと専属契約締結。

## 出演

### テレビドラマ
- 塩人形 -ヴィクティム・オブ・ラブ-（2007年、SBS） - ミン・ハナ役
- 不良カップル（2007年、SBS） - チョ・ヨンドゥ役
- BAD LOVE〜愛に溺れて〜（2007年、KBS2） - ミソ役
- ラブ・トレジャー～夜になればわかること～（2008年、MBC） - カン・ジユン役
- ヒーロー（2009年、MBC） - チンソル役
- プルート秘密決死隊（2011年、EBS）- クムスク役
- 女王の教室（2013年、MBC） - 主演：シム・ハナ役[8]
- 美しいオ・マンボク（2014年、KBS2） - 主演：オ・マンボク役
- 視線（2015年、KBS） - チェ・チョンブン役
- 僕たちの復讐ノート（2017年、oksusu） - 主演：ホ・グヒ役[9]
- 初恋デザート（2018年、tvN） - 主演：チョン・チュンナム役
- 十八の瞬間（2019年、JTBC） - 主演：ユ・スビン役[10]
- 朝鮮精神科医ユ・セプン（2022年、tvN） - ソ・ウヌ役
- 舞い上がれ、蝶（2022年、中華電信MOD） - キプム役[11]

### 映画
- マウミ...（2006年） - ユン・ソイ役
- プチトマト（2008年） - ダソン役
- ガールスカウト（2008年） - ユニ役
- 間違った出会い（2008年） - シン・ホギョン役（特別出演）
- 影の殺人（2009年） - ピョリ役
- ウェディングドレス（2010年） - チャン・ソラ役
- トラブルシューター～解決士（2010年） - カン・スジン役
- 拝啓、愛しています（2011年） - 街灯の子ども役（特別出演）
- 風と共に去りぬ!?（2012年） - ナニ役
- 私のオオカミ少年（2012年） - スンジャ役
- 優しい嘘（2014年） - イ・チョンジ役
- 戦場のメロディ（2015年） - ハン・スンミ役（特別出演）
- 特別捜査：死刑囚の手紙（2016年） - グォン・ドンヒョン役
- 神と共に 第一章:罪と罰（2017年） - イ・ドクチュン役[12]
- 神と共に 第二章:因と縁（2018年） - イ・ドクチュン役[13]
- ヨンジュ（2018年） - ヨンジュ役[14]
- 無垢なる証人（2019年） - イム・ジウ役[15]
- スペース・スウィーパーズ（2021年） - オプトン役（特別出演）
- 子供（2021年） - アヨン役[16]
- ハンサン -龍の出現-（2022年） - チョン・ボルム役
- 優しき罪人（2022年） - ヨンジュ役

### ミュージックビデオ
- Magolpy「비행소녀（非行少女）」（2007年）
- フィソン「사랑은 맛있다♡（愛は美味しい）」（2007年）

- SHINee「초록비 (緑の雨) 」（2013年）
- INFINITE「Back」（2014年）[17]
- ポール・キム「나의 봄의 이유（私の春の理由）」（2020年）
- PENOMECO「JAJA」（2021年）[18]

## 受賞歴
- 2013年　APAN STAR AWARDS - 女性子役賞（「女王の教室」）
- 2013年　MBC演技大賞 - 子役賞（「女王の教室」）
- 2014年　第50回百想芸術大賞 - 女性新人演技賞（「優しい嘘」）
- 2014年　ソウル国際青少年映画祭 - 青少年演技賞（「優しい嘘」）[1]
- 2015年　KBS演技大賞 - 女性青少年賞（「視線」）[19]
- 2018年　2018釜日映画賞 - 女性人気賞（「神と共に」シリーズ）[20]
- 2018年　第39回青龍映画賞 - 女優助演賞（「神と共に」シリーズ）
- 2019年　第39回黄金撮影賞 - 最優秀女優賞（「無垢なる証人」）[3]
- 2019年　第39回韓国映画評論家協会賞 - 最優秀女優賞（「無垢なる証人」）[4]